# Promozione 1954-1955
Nella stagione 1954-1955 la Promozione era il quinto livello del calcio italiano, il primo livello regionale. Suddiviso in tanti gironi regionali, è l'antesignano dell'attuale Eccellenza.
Per ottenere la promozione in IV Serie non era sufficiente vincere il campionato. La Federazione, nel valutare i titoli sportivi ottenuti sul campo, avrebbe promosso alla categoria superiore le società in possesso di un impianto sportivo delle misure utili stabilite per la partecipazione alla IV Serie e che avessero solidità economica tale da poter sostenere le spese della gestione del campionato nazionale.
Il campionato era strutturato in vari gironi all'italiana su base regionale, gestiti dai Comitati Regionali di competenza. Le squadre che vincevano il proprio girone rientravano nel lotto delle squadre proposte all'ammissione alla categoria superiore anche se non si aggiudicavano il titolo di Campione Regionale di Promozione messo sempre in palio da ogni Lega Regionale anche nel caso i gironi fossero più di uno.

## Campionati
- Promozione Abruzzo 1954-1955
- Promozione Basilicata 1954-1955
- Promozione Calabria 1954-1955
- Promozione Campania-Molise 1954-1955
- Promozione Emilia-Romagna 1954-1955
- Promozione Friuli-Venezia Giulia 1954-1955
- Promozione Lazio 1954-1955
- Promozione Liguria 1954-1955
- Promozione Lombardia 1954-1955
- Promozione Marche 1954-1955
- Promozione Piemonte-Valle d'Aosta 1954-1955
- Promozione Puglia 1954-1955
- Promozione Sardegna 1954-1955
- Promozione Sicilia 1954-1955
- Promozione Toscana 1954-1955
- Promozione Trentino-Alto Adige 1954-1955
- Promozione Umbria 1954-1955
- Promozione Veneto 1954-1955

## Regolamento
Le vincitrici di ognuno dei 32 gironi erano promosse in IV Serie. Per le retrocessioni la norma era solo indicativa: in genere scendevano le ultime quattro classificate ma erano possibili aggiustamenti previsti o postumi.
In questa stagione a parità di punteggio non era prevista alcuna discriminante: le squadre a pari punti erano classificate a pari merito. In caso di assegnazione di un titolo sportivo era previsto uno spareggio in campo neutro.

### Giornali
- Archivio de La Gazzetta dello Sport stagione 1954-55, consultabile presso le Biblioteche:
  - Biblioteca Nazionale Braidense di Milano;
  - Biblioteca Nazionale Centrale di Firenze;
  - Biblioteca Nazionale Centrale di Roma;
  - Biblioteca Civica Berio di Genova;
  - e presso Emeroteca del C.O.N.I. di Roma (non è online ma è da consultare in sede).